# Batang Arau
Batang Arau is een bestuurslaag in het regentschap Padang van de provincie West-Sumatra, Indonesië. Batang Arau telt 4522 inwoners (volkstelling 2010).